# Sometimes (Britney-Spears-Lied)

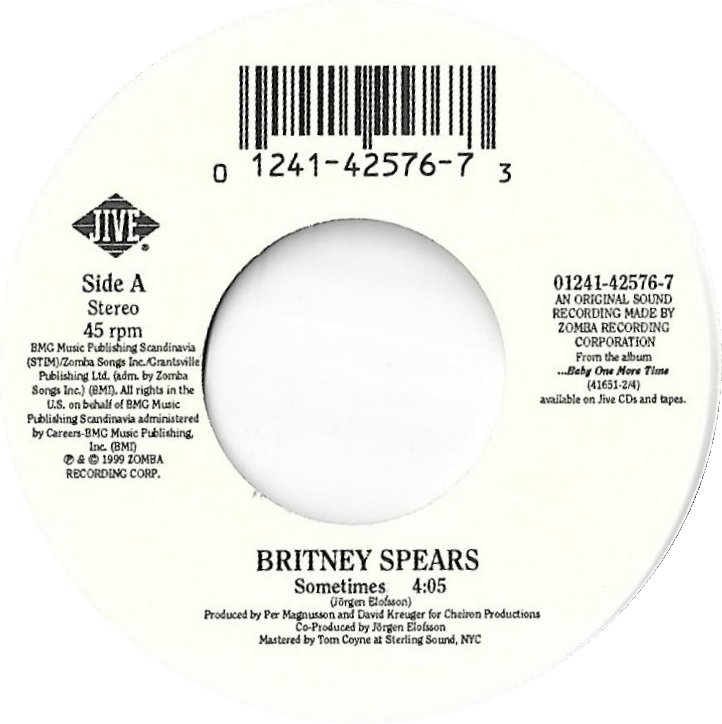
Amerikanische grammophonscheibe

Sometimes (engl. für: „Manchmal“) ist das zweite Lied der US-amerikanischen Pop-Sängerin Britney Spears aus ihrem Debütalbum … Baby One More Time, das als Single veröffentlicht wurde. Das Lied wurde am 6. April 1999 veröffentlicht und erreichte Platz 21 in den US-Charts.

## Hintergrund
Jörgen Elofsson gab an, das Lied geschrieben zu haben; er wollte damit einen BMI Award für den besten Songwriter gewinnen. Per Magnusson und David Kreuger produzierten das Stück. Der Song ist eine Pop-Ballade in B-Moll und umfasst knapp zwei Oktaven (G3 bis D5).
Im Sommer 1999 übernahm Joel Whine die Rechte für Sometimes und benutzte den Sponsor A Walk for AIDS für das Musikvideo, mit dem Ziel, die Einnahmen der Single für AIDS-Benefizzwecke zu spenden.
Im Frühjahr 2005 mussten Spears und ihr Management die Rechte von Sometimes an den US-amerikanischen Musiker Steve Wallace abtreten. Wallace erklärte, dass er Sometimes geschrieben habe.

## Musikvideo
Wie beim Vorgänger … Baby One More Time, führte bei Sometimes auch Nigel Dick Regie. Das Musikvideo wurde in Paradise Cove in Malibu, Kalifornien gedreht. Spears sucht nach ihrer Liebe Chad Cole. Sie sieht ihn am Strand und wünscht sich, sie wäre mit ihm dort. Das Video enthält zudem Tanzszenen mit Spears und anderen Tänzerinnen. Das Video zeigt Spears als „Mädchen von Nebenan“, wie schon bei ihrem Video zu … Baby One More Time. Das Video wurde am 9. und 10. April 1999 gefilmt. Es gibt noch eine zweite Version des Videos, das lediglich Tanzszenen am Strand enthält.

## Rezeption

### Chartplatzierungen
Sometimes wurde im Frühjahr 1999 veröffentlicht, erreichte Platz 21 in den US-Charts und Ende 1999 Platz 75 in den US-Jahrescharts.
Das Lied erreichte in vielen europäischen Ländern die Top 5; Platz 3 im Großbritannien sowie Platz 6 in den deutschen Charts. In den Niederlanden, Belgien, Spanien und Neuseeland erreichte der Song Platz eins.
| ChartsChartplatzierungen       | Höchstplatzierung | Wochen |
| ------------------------------ | ----------------- | ------ |
| Deutschland (GfK)              | 6 (14 Wo.)        | 14     |
| Österreich (Ö3)                | 6 (11 Wo.)        | 11     |
| Schweiz (IFPI)                 | 7 (17 Wo.)        | 17     |
| Vereinigte Staaten (Billboard) | 21 (20 Wo.)       | 20     |
| Vereinigtes Königreich (OCC)   | 3 (16 Wo.)        | 16     |

| ChartsJahrescharts (1999)      | Platzierung |
| ------------------------------ | ----------- |
| Deutschland (GfK)              | 57          |
| Schweiz (IFPI)                 | 38          |
| Vereinigte Staaten (Billboard) | 86          |

### Auszeichnungen für Musikverkäufe
| Land/Region                  | Auszeichnungen für Musikverkäufe (Land/Region, Auszeichnung, Verkäufe) | Verkäufe  |
| ---------------------------- | ---------------------------------------------------------------------- | --------- |
| Australien (ARIA)            | Platin                                                                 | 70.000    |
| Belgien (BRMA)               | Platin                                                                 | 50.000    |
| Frankreich (SNEP)            | Silber                                                                 | 125.000   |
| Neuseeland (RMNZ)            | Gold                                                                   | 5.000     |
| Niederlande (NVPI)           | Gold                                                                   | 50.000    |
| Schweden (IFPI)              | Gold                                                                   | 20.000    |
| Vereinigte Staaten (RIAA)    | Gold                                                                   | 500.000   |
| Vereinigtes Königreich (BPI) | Platin                                                                 | 600.000   |
| Insgesamt                    | 1× Silber · 4× Gold · 3× Platin ·                                      | 1.430.000 |

Hauptartikel: Britney Spears/Auszeichnungen für Musikverkäufe